# Прапор Солоного
Хоругва Солоного — офіційний геральдичний символ селища Солоне. 

## Опис
Квадратне полотнище правий білий перев’яз, що супроводжується по сторонах: жовтим куполом, встановленим на трьох цеглинах, з яких одна- у нижньому ряду утримує дві- у верхньому. Вінчає купол білий восьмиконечний православний хрест. Цей елемент зображено у центрі пурпурової частини полотнища, що знаходиться по бік древка. У центрі вільного боку прапору-срібна біла амфора на зеленому полі.

## Символіка
Діагональний срібний перев'яз (правий та лівий) розділяє поле щита на дві частини,  що уособлюють в собі, по-перше, великий чумацький шлях, який нині представлений трасою Запоріжжя-Дніпро, що проходить неподалік Солоного. Саме цим шляхом і прийшли на цю привітну землю перші її жителі. По-друге, срібний перев'яз символізує місцеву річку Солоненьку, з якої і походить стара назва селища. Адже спочатку (в 80-х роках XVIII століття) село через річку перейменували в Солоненьке, а вже пізніше в Солоне.
Зараз ця річка висихає, а колись вона була живою, брала свій початок від стародавнього гримучого джерела. З розповідей старожилів відомо, що раніше це джерело було настільки потужним, що безперервно било фонтаном висотою до трьох метрів. Перев'яз та пояс на щитах представлені ні в лазурі, що могло б на перший погляд здатися помилкою, а у сріблі. Це виключення зроблене тому, що вода в цій річці мала сильний солонуватий смак, на що і вказує срібло. Ця особливість відома всім мешканцям, адже в літню спеку на берегах річці та на полях навколо навіть виступав солонець.
Срібний перев'яз супроводжується чотирма червоними штурвалами, що нагадує знак особливої відзнаки - нагородну стрічку з червоними зірками, яка пов’язується на мундир (через плече) та символізує доблесть, пошану та найвищий статус.
Чотири червоних штурвала, нагадують нам місцеву легенду про чотирьох лоцманів, що залишили о собі спогади й донині. Так, згідно переказам, у далекому 1778 році цариця Катерина виїхала з царською свитою та прислугою з Петербурга до України з однією метою - побачити місто Катеринослав, яке було збудовано Г.І. Потьомкіним і названо на її честь. Ознайомившись із Катеринославом, государиня мала намір продовжити свій шлях аж до Миколаєва, де в ті часи будувався порт.
Але, дійшовши по Дніпру до села Кайдаки, царські галери зупинилися, бо далі по річці серед бурхливих Дніпровських вод виступали пороги. Виникла негайна потреба проводу галер через ці пороги. І це було надзвичайно складно. Але терміново знайдені чотири місцевих лоцмани, що добре знали здешні води, змогли провести розкішні галери через цю небезпеку. За це цариця нагородила їх вільними землями, вона показала на карті їх місце і сказала: «Тепер оця широчінь - ваша. І ніколи над вами не буде ні управителя, ні пана - самі будете господарями».
Срібна церква з золотим куполом та срібним хрестом говорить про вірність традиціям християнства і вказує на місцеву православну церкву та на один цікавий факт, що свого часу подивував усю губернію.
Адже, коли сільська громада зіткнулася з фінансовими труднощами при ремонті своєї церкви, на допомогу церковній громаді прийшов власник маєтку Герман Бергман. Він погодився відремонтувати церкву за свій рахунок, прикрасити, навіть зробити огорожу, але з однією умовою — щоб селяни закрили місцевий шинок на цілих 6 років. Обидві сторони умови виконали. Результати цієї угоди були приголомшливими. Так, за звітом місцевого священика: «Всі воскресіння і свята з того часу проходили в селі чинно і тверезо — ні гучних зборів, ні п'яних криків, ні богохульств, ні скандалів. Після закриття трактиру селяни стали проводити свій час більш розумно, обговорюючи питання матеріального і духовного добробуту...».
Срібло (метал) - означає невинність, чесність, відвертість та чистоту, також правдивість, божественну мудрість та примирення. Срібло символізує чисте небо, мир, духовність та честь. Також срібло вказує на мінерал, який дав назву поселенню.
Зелень (зелений колір) - означає відродження, процвітання, стабільність і добробут, символізує мальовничу природу рідного краю та багаті врожаї, також означає весну, радість, надію та розвиток.
Пурпур (пурпуровий колір) - поширений колір в українській геральдиці, відображає наслідування традиціям козацтва.